# Джибути на летних Олимпийских играх 2008
Джибути принимала участие в летних Олимпийских играх 2008 года в седьмой раз, отправив в Пекин двух спортсменов в одном виде спорта — лёгкой атлетике. По итогам игр спортсмены из Джибути не завоевали ни одной олимпийской медали.

## Лёгкая атлетика
Спортсменов — 2
Мужчины
| Спортсмен     | Вид    | Забег     | Забег | Полуфинал | Полуфинал | Финал     | Финал     |
| Спортсмен     | Вид    | Результат | Место | Результат | Место     | Результат | Место     |
| ------------- | ------ | --------- | ----- | --------- | --------- | --------- | --------- |
| Мухамуд Фарах | 1500 м | 3.43,62   | 9     | Не прошёл | Не прошёл | Не прошёл | Не прошёл |

Женщины
| Спортсмен         | Вид   | Забег     | Забег | Четвертьфинал | Четвертьфинал | Полуфинал | Полуфинал | Финал     | Финал     |
| Спортсмен         | Вид   | Результат | Место | Результат     | Место         | Результат | Место     | Результат | Место     |
| ----------------- | ----- | --------- | ----- | ------------- | ------------- | --------- | --------- | --------- | --------- |
| Фатия Али Буралех | 100 м | 14,29     | 8     | Не прошла     | Не прошла     | Не прошла | Не прошла | Не прошла | Не прошла |